# 靳颐
靳颐（1469年—1503年），字養正，直隶滑县人，明朝政治人物。同进士出身。

## 生平
与兄靳顯同舉顺天乡试，中式第七十四名举人，弘治十二年（1499年）己未科會試第二十二名，廷试三甲九十一名進士。弘治十三年（1500年）任嘉定县知县，弘治十六年（1503年）卒于官，年三十五。

## 家族
曾祖靳德和。祖父靳铎。父靳翱，听选官。母柴氏。慈侍下。兄靳顯（翼城知縣）。
娶安氏，鄭州知州鄭𣁦（號草亭）之女，享年八十五。有子三人：師曾（舉人）、師孟、師閔。
靳師曾，字宗鲁，號钝斋，嘉靖七年（1528年）戊子科舉人，卒于嘉靖三十一年（1552年）壬子冬。
靳颐兄靳顯，官山西翼城知县。